# Nguyễn Việt Thắng (chính khách)
Nguyễn Việt Thắng (sinh ngày 1 tháng 11 năm 1948) là một chính trị gia người Việt Nam. Ông hiện là đại biểu Quốc hội Việt Nam khóa 14 nhiệm kì 2016-2021, thuộc đoàn đại biểu quốc hội tỉnh Bến Tre, Chủ tịch Hội nghề cá Việt Nam, Ủy viên Ủy ban Trung ương Mặt trận Tổ quốc Việt Nam, Ủy viên Hội đồng Trung ương Liên hiệp các Hội Khoa học và Kỹ thuật Việt Nam, Ủy viên Ủy ban Khoa học, Công nghệ và Môi trường của Quốc hội. Ông được trung ương giới thiệu ứng cử và đã trúng cử đại biểu Quốc hội năm 2016 ở đơn vị bầu cử số 2, tỉnh Bến Tre gồm có các huyện Giồng Trôm, Ba Tri.

## Xuất thân
Nguyễn Việt Thắng sinh ngày 1 tháng 11 năm 1948 quê quán ở xã Hòa An, thành phố Cao Lãnh, tỉnh Đồng Tháp. 
Ông hiện cư trú ở Số 38/10C, Trần Khắc Chân, phường Tân Định, Quận 1, Thành phố Hồ Chí Minh.

## Giáo dục
- Giáo dục phổ thông: 10/10
- Cử nhân Thủy sinh vật học
- Tiến sĩ chuyên ngành kỹ thuật nông nghiệp
- Cao cấp lí luận chính trị

## Sự nghiệp
Ông gia nhập Đảng Cộng sản Việt Nam vào ngày 10/7/1980.
Khi lần đầu được trung ương giới thiệu ứng cử đại biểu Quốc hội Việt Nam khóa 14 vào tháng 5 năm 2016 ông đang là Chủ tịch Hội nghề cá Việt Nam, Ủy viên Ủy ban Trung ương Mặt trận Tổ quốc Việt Nam, Ủy viên Hội đồng Trung ương Liên hiệp các Hội khoa học và kỹ thuật Việt Nam, làm việc ở Hội nghề cá Việt Nam.
Ông đã trúng cử đại biểu Quốc hội năm 2016 ở đơn vị bầu cử số 2, tỉnh Bến Tre gồm có các huyện Giồng Trôm, Ba Tri, được 150.764 phiếu, đạt tỷ lệ 55,20% số phiếu hợp lệ.
Ông hiện là Chủ tịch Hội Nghề cá Việt Nam, Ủy viên Ủy ban Trung ương Mặt trận Tổ quốc Việt Nam, Ủy viên Hội đồng Trung ương Liên hiệp các Hội Khoa học và Kỹ thuật Việt Nam, Ủy viên Ủy ban Khoa học, Công nghệ và Môi trường của Quốc hội.
Ông đang làm việc ở Hội nghề cá Việt Nam.